# マクスウェル・マクゴーギー・ハミルトン
マクスウェル・マクゴーギー・ハミルトン（Maxwell McGaughey Hamilton, 1896年12月20日 - 1957年11月12日）は、アメリカ合衆国の外交官。1945年から1947年まで駐フィンランド大使を務めた。

## 生涯
1896年12月20日、オクラホマ州チェロキーにて誕生。1918年にプリンストン大学をで文学士号を取得。
1918年にワシントン・アンド・ジェファーソン大学を卒業。ファイ・デルタ・シータに所属。
1920年から1924年まで在中国公使館にて通訳研修生。1924年から1927年まで在中国領事。1927年から1931年まで国務省極東部担当職員。1931年から1937年まで極東部長補佐。1937年から1943年まで極東部長。1943年から1944年まで在ソ連大使館公使参事官。1944年に国務長官特別補佐官。
1944年末、フィンランドの第二次世界大戦離脱を受けて、アメリカはフィンランドと新たな関係を構築することを検討。1944年12月8日、フランクリン・ルーズベルト大統領はハミルトンをフィンランド担当特別代表（公使級）に任命。ただしこの任命の時点では、国交の公式な正常化は重要視されていなかった。
1945年3月、フィンランド議会選挙が終了すると、アメリカは「自由な秘密投票を通じて、フィンランド国民による民主化の願いを実現させた」とフィンランドを評価した。1945年8月31日、アメリカはフィンランドとの国交を再構築する意向を発表し、9月25日にハミルトンを特命全権公使に指名した。ハミルトンは1946年3月26日に信任状を奉呈し、1947年8月25日まで在任した。1949年に極東委員会議長。